# Раде, Жан Батист
Жан Батист Раде (фр. Jean-Baptiste Radet ; 20 января 1752, Дижон — 17 марта 1830, Париж) — французский драматург, автор водевилей.

## Биография

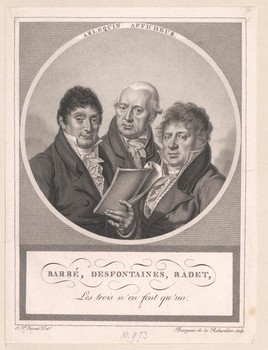
Три французских театральных деятеля (Пьер-Ив Барре (слева), Дефонтен-Лавалле (в центре) и Жан Батист Раде — справа)

До начала Великой Французской революции работал в библиотеке герцогини де Виллеруа, что позволяло ему удовлетворять свои литературные вкусы.
С 1792 по 1816 год выступал на сцене Театра Водевиль (Théâtre du Vaudeville).
Автор комедий и водевилей в своё время имевших значительный успех.

## Избранные произведения
- «La chaste Suzanne»
- «Honorine»
- «C’est l’un et l’autre»
- «La tragédie au Vaudeville»
- «Garrick»
- «Les deux Edmond»
- «La maison en lotterie»

Успешно поставил несколько пьес в Théâtre de l’Ambigu-Comique и в Итальянском театре (Опера-Комик).